# Mirafra erythroptera
Alondra india (Mirafra erythroptera) es una especie de ave, perteneciente a la familia Alaudidae, que se encuentra en el sur de Asia principalmente en la India.